# مدت‌های طولانی (آخرین بازمانده از ما)
«مدت‌های طولانی» (انگلیسی: Long, Long Time) سومین قسمت از فصل اول مجموعه درام پسا-آخرالزمانی آمریکایی آخرین بازمانده از ما است. این قسمت که توسط کریگ مازن، یکی از سازندگان این مجموعه، نوشته و توسط پیتر هوار کارگردانی شده است، در ۲۹ ژانویه ۲۰۲۳ از شبکه اچ‌بی‌او پخش شد. در این قسمت، جوئل (پدرو پاسکال) و الی (بلا رمزی) به لینکلن، ماساچوست سفر می‌کنند تا بیل (نیک آفرمن) را پیدا کنند. در این قسمت، فلش‌بک‌هایی به بیل در طول بیش از بیست سال نشان داده می‌شود، زمانی که او در شهر خود زنده می‌ماند و با شریک زندگی‌اش فرانک (ماری بارتلت) آشنا می‌شود. عنوان این قسمت از ترانهٔ «مدت‌های طولانی» اثر لیندا رانستد در سال ۱۹۷۰ گرفته شده است که نقشی مهم در رابطهٔ بیل و فرانک ایفا می‌کند.
کریگ مازن قصد داشت داستان بیل را از بازی ویدئویی گسترش دهد؛ او معتقد بود این کار فرصت عمیق‌تری برای بررسی مفاهیمی چون عشق، شادی و گذر زمان فراهم می‌کند. فیلمبرداری این قسمت در سپتامبر ۲۰۲۱ در منطقهٔ سابق بیچ‌وود در های ریور، آلبرتا انجام شد؛ طراح تولید جان پینو و تیمش در مدت شش تا دوازده هفته شهر لینکلن را ساختند. منتقدان به‌طور گسترده‌ای این قسمت را بهترین قسمت فصل دانستند و از عملکرد آفرمن و بارتلت، نویسندگی مازن و کارگردانی هوار تمجید ویژه‌ای کردند. این قسمت در روز اول پخش خود توسط ۶٫۴ میلیون نفر تماشا شد. همچنین این قسمت جوایز متعددی دریافت کرد، از جمله هوار برای کارگردانی برجسته در جوایز انجمن کارگردانان آمریکا و آفرمن برای بازیگر مهمان برجسته در جوایز امی هنرهای خلاق، که بارتلت نیز در آن نامزد شده بود.